# Verena Sieber-Fuchs
Verena Sieber-Fuchs (* 27. Januar 1943 in Appenzell) ist eine Schweizer Textilkünstlerin, Designerin und Grafikerin.

## Leben und Werk
Verena Sieber-Fuchs besuchte von 1965 bis 1969 bei Elsi Giauque die Textilfachklasse an der Kunstgewerbeschule Zürich sowie die Allgemeine Gewerbeschule Basel. Seit 1969 ist sie als freischaffende Künstlerin in Zürich tätig.
Sieber-Fuchs schuf bis 1973 Tapisserien und textile Installationen. Anschliessend experimentierte sie mit Schmuck. Für ihre Colliers verwendete sie u. a. Briefmarken, Pharmazieblister oder Zwiebelschalen.
Verena Sieber-Fuchs erhielt 1967, 1968 und 1969 ein eidgenössisches Kunststipendium für angewandte Kunst. 1986 bekam sie den ersten Preis in Textildesign in Burgdorf und 1993 den «Prix Micheline et Jean-Jacques Brunschwig pour les arts appliqués» in Genf. 1995 wurde ihr Werk mit dem Design Preis Schweiz geehrt. 2007 erreichte sie den zweiten Platz beim «The Françoise Van Den Bosch Award».
Verena Sieber-Fuchs zeigte ihre Werke in zahlreichen Einzel- und Gruppenausstellungen im In- und Ausland. Auch fanden ihre Arbeiten Eingang in bekannte Sammlungen wie die des Museum of Modern Art.